# Ordinul „Bogdan Întemeietorul”
Ordinul „Bogdan Întemeietorul” este o înaltă distincție de stat din Republica Moldova. A fost instituit prin legea Nr. 314 din 26 decembrie 2008. În ierarhia ordinelor Republicii Moldova este al treilea, după Ordinul Republicii, Ordinul „Ștefan cel Mare”, și înainte de Ordinul Onoarei.
Se conferă pentru:
- merite remarcabile în dezvoltarea și consolidarea statalității Republicii Moldova;
- contribuție substanțială la renașterea națională, la consolidarea păcii civice, la instaurarea coeziunii și concordiei în societate, la armonizarea relațiilor interetnice;
- activitate deosebit de rodnică în vederea sporirii prestigiului țării pe plan internațional.

## Descriere
Însemnul Ordinului „Bogdan Întemeietorul” reprezintă o cruce în flori de crin, înscrisă într-un cerc imaginar cu diametrul de 45 mm, de aur, fiecare floare având câte un fianit broșând în zona receptaculului. Crucea este așezată pe o stea de argint, compusă din fascicule de raze piramidale multiplicate și ordonate într-un pătrat imaginar cu laturile ușor convexe și cu diagonala de 46 mm. Crucea este încărcată cu un medalion rotund broșând, cu diametrul de 20 mm, având în câmp roșu (Pantone 202 C), în relief, efigia simbolică a domnului țării ecvestru, cu spada ridicată deasupra capului, de aur, iar în exergă, între două cercuri liniare de același metal, pe email alb, legenda cu litere capitale în relief, de asemenea de aur: sus „BOGDAN”, jos „ÎNTEMEIETORUL”. Segmentele inscripției sunt separate de câte trei fianite pe flancurile drept și stâng.
Reversul însemnului are gravat în incizie numărul de rând al distincției și este prevăzut cu un sistem de prindere.
Însemnul se confecționează din argint, poleit cu aur și emailat.
Panglica baretei de substituire a Ordinului „Bogdan Întemeietorul” este roșie (Pantone 186 C) și are aplicată pe mijloc o floare de crin de aur (h 8 mm).

## Istorie
Ordinul a fost instituit de guvernarea comunistă cu ocazia a „650 de ani de la întemeierea Țării Moldovei”, aniversare ce urma să fie marcată cu mult fast în 2009, dar care a fost contestată de mai mulți istorici, ca tentativă de falsificare și politizare a adevărului istoric de către comuniști și adepții „curentului statalist”.
În martie 2009, 500 de ordine au fost comandate la Monetăria din Moscova, care au costat bugetul de stat 1,5 milioane de lei - 3.000 de lei fiecare. Odată cu schimbarea conducerii după alegerile din 2009, acestea nu au mai fost conferite o perioadă, fiind puse la păstrare la Banca Națională.
La 11 septembrie 2009 scriitorul Ion Druță a devenit primul cavaler al ordinului “Bogdan Întemeietorul”. Președintele Republicii Moldova Vladimir Voronin l-a decorat pe Druță în semn de profundă gratitudine pentru contribuția sa deosebită la renașterea națională, pentru merite în dezvoltarea relațiilor culturale cu țările străine și activitate prodigioasă în vederea sporirii prestigiului Moldovei pe plan internațional.
În 2011 Mitropolitul Moldovei și al Întregii Moldove Vladimir a devenit cel de-al doilea cavaler al Ordinului „Bogdan Întemeietorul”, fiind decorat de președintele interimar Marian Lupu „pentru merite deosebite în opera de renaștere spirituală și morală a societății, contribuție la promovarea valorilor creștin-ortodoxe și la restaurarea obiectivelor de cult”.
Igor Dodon a reluat, în 2017, tradiția de a oferi această distincție, cu prilejul comemorării zilei de 2 februarie 1365, când Țara Moldovei ar fi devenit independentă.

## Cavaleri ai ordinului

### Anii 2000

#### 2009
- Ion Druță, scriitor[6][7]

### Anii 2010

#### 2011
- Mitropolitul Vladimir[8]

#### 2017
- Valentin Beniuc, profesor universitar, doctor habilitat în științe politice[9][10]
- Vladimir Curbet, conducător artistic și prim-maestru de balet al Ansamblului Național Academic de Dansuri Populare „Joc”[9][10]
- Eva Gudumac, membru titular al Academiei de Științe a Moldovei[9][10]
- Viorel Mihail, scriitor, publicist[9][10]
- Leonid Talmaci, ex-guvernator al Băncii Naționale a Moldovei[9][10]
- Preasfințitul Marchel (Nicolai Mihăiescu), episcop de Bălți și Fălești[11]
- Preasfințitul Petru (Valeriu Musteață), episcop de Ungheni și Nisporeni[11]
- Preasfințitul Nicodim (Ioan Vulpe), episcop de Edineț și Briceni[11]

#### 2018
- Victor Pușcaș, ex-Președinte al Curții Constituționale a Republicii Moldova[12]
- Petru Costin, cercetător științific la Centrul de Cultură și Istorie Militară, membru al Clubului Internațional al Colecționarilor din Republica Moldova[13]

#### 2019
- Ion Ababii, rector al Universității de Stat de Medicină și Farmacie „Nicolae Testemițanu”[14]
- Alexandru Burian, prorector al Universității de Studii Europene din Moldova[14]
- Petru Gangan, veteran al Uniunii Voluntarilor[15]
- Andrei Smochină, doctor habilitat în drept, profesor universitar[16]
- Gheorghii Tabunșcic, ex-Guvernator (Bașkan) al UTA Găgăuzia (Gagauz-Yeri)[16]

### Anii 2020

#### 2020
- Iuri Kalev, director al Societății pe Acțiuni „Supraten”, municipiul Chișinău[17]
- Piotr Palamarciuc, membru al Uniunii Teatrale din Moldova[17]
- Serafim Urechean, ex-deputat în Parlament[17]
- Mariana Șlapac, ex-președinte al Comisiei Naționale de Heraldică de pe lângă Președintele Republicii Moldova[18]
- Silviu Tabac, Heraldist de Stat[18]

#### 2022
- Marele Stat Major al Armatei Naționale[19]